# NGC 5060
NGC 5060 este o galaxie spirală situată în constelația Fecioara. A fost descoperită în 17 aprilie 1863 de către Heinrich Louis d'Arrest. Se află la o distanță de 81,28 de megaparseci de Pământ.